# Lapa do Mosquito

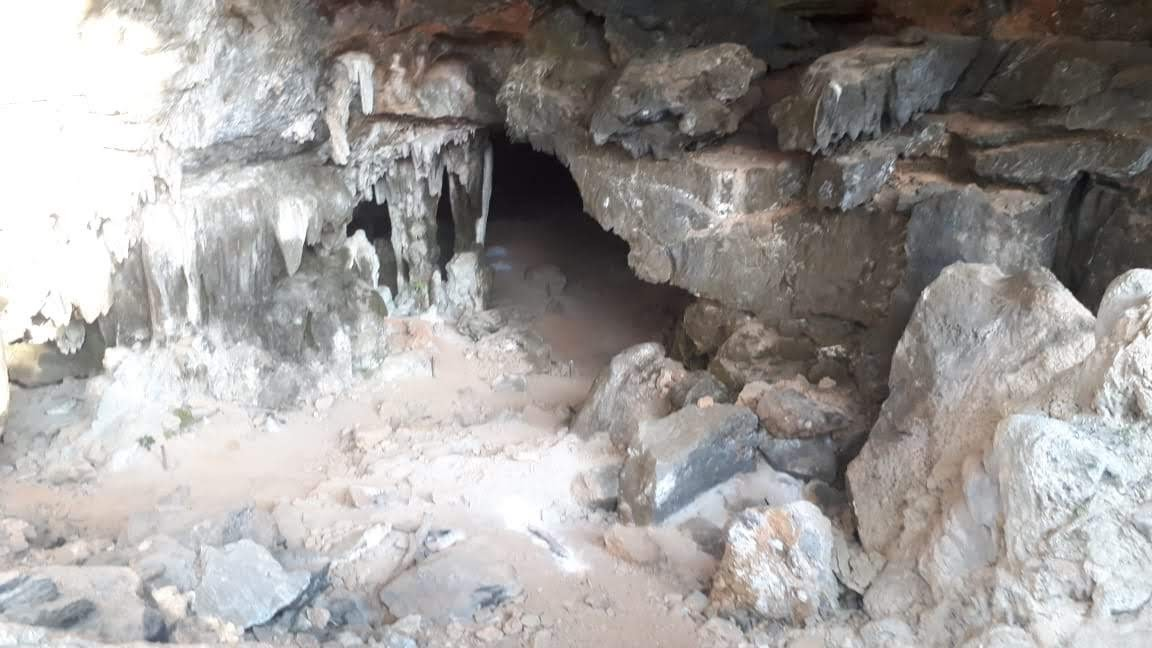
Entrada da Lapa do Mosquito

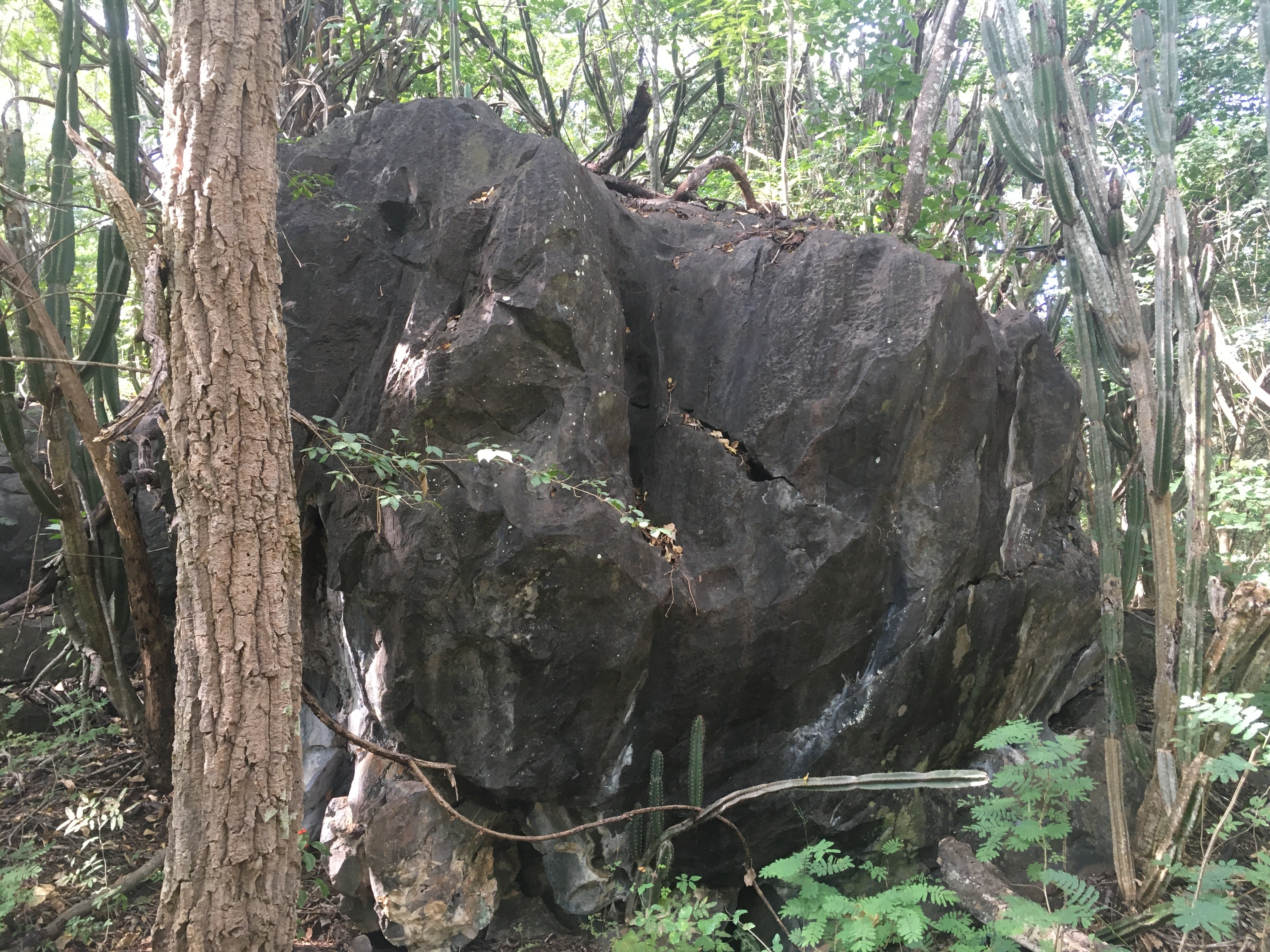
Rocha sobre a Lapa do Mosquito

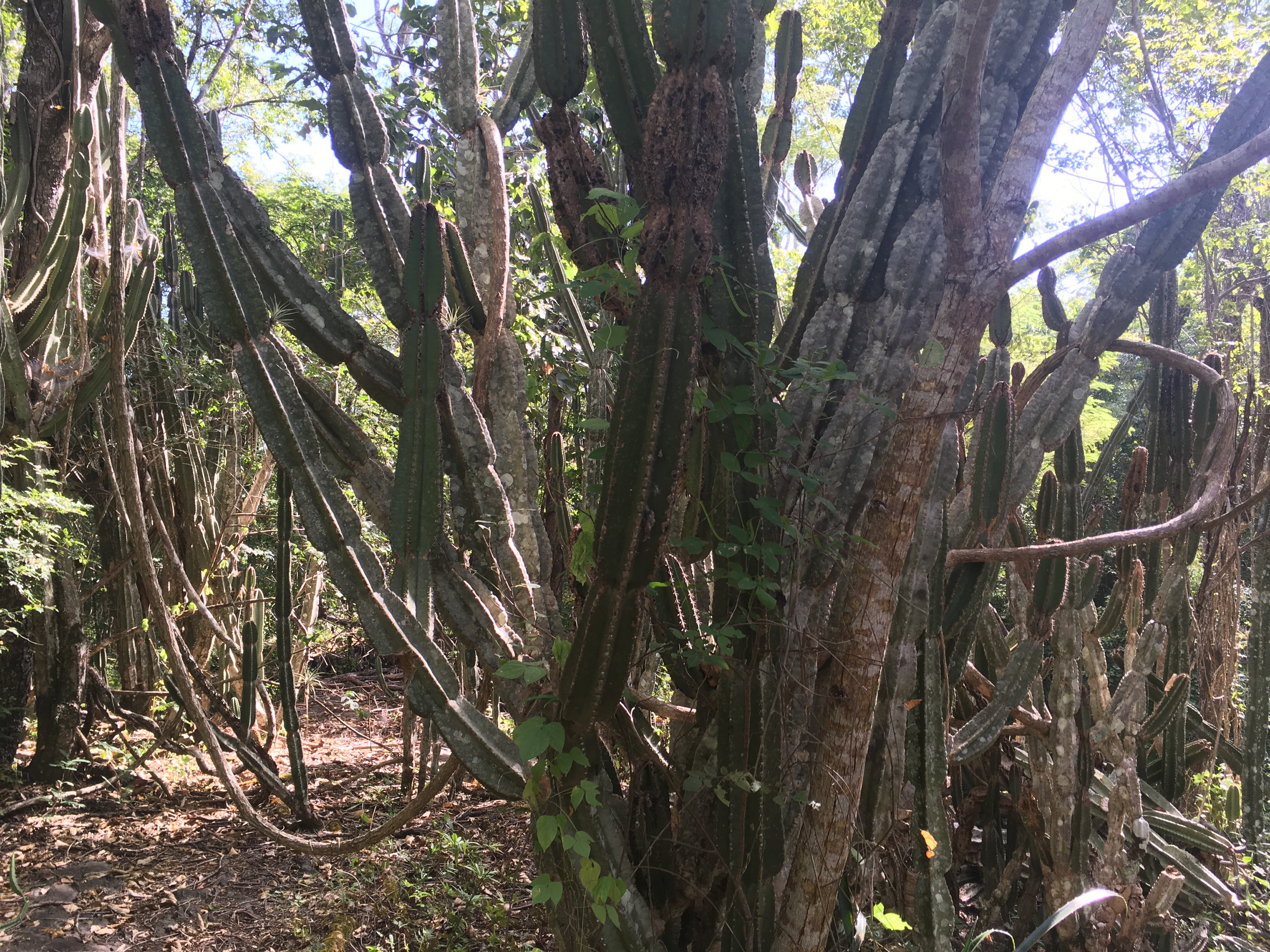
Espécie de cacto presente nas adjacências da lapa

A Lapa do Mosquito é uma cavidade natural rochosa com dimensões que permitem acesso de seres humanos, é localizada em terras particulares no município de Curvelo, Minas Gerais, está inserida em uma área de clima seco, cuja temperatura média fica em torno de 29° C, sendo o Cerrado a formação vegetal da região, existindo ainda grandes plantações de eucaliptos nos arredores, a principal entrada possui aproximadamente 40 metros de largura por 20 de comprimento. Foi a primeira gruta visitada na América Latina em 1834 pelo pesquisador e naturalista dinamarquês Peter Wilhelm Lund (1801 a 1880) que é considerado o pai da paleontologia brasileira, tendo encontrado lá diversas peças fosseis. Trata-se de um Bem Natural tombado pelo decreto Municipal n° 1.293, de 21 de setembro de 2005 e ainda não está aberta à visitação pública, nela é encontrada em grande quantidade um gênero de aracnídeos peçonhentos pertencentes à família Sicariidae, conhecidos pela sua picada necrosante, mais conhecidas no Brasil pelo nome comum de aranha-marrom.

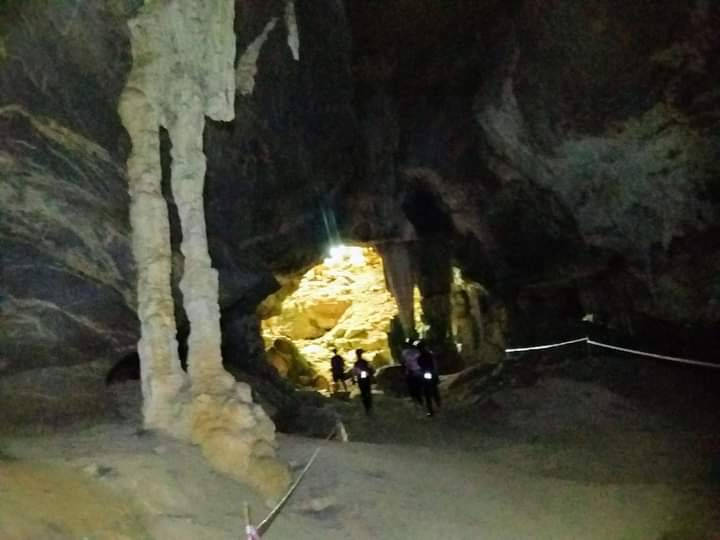
Interior da cavidade

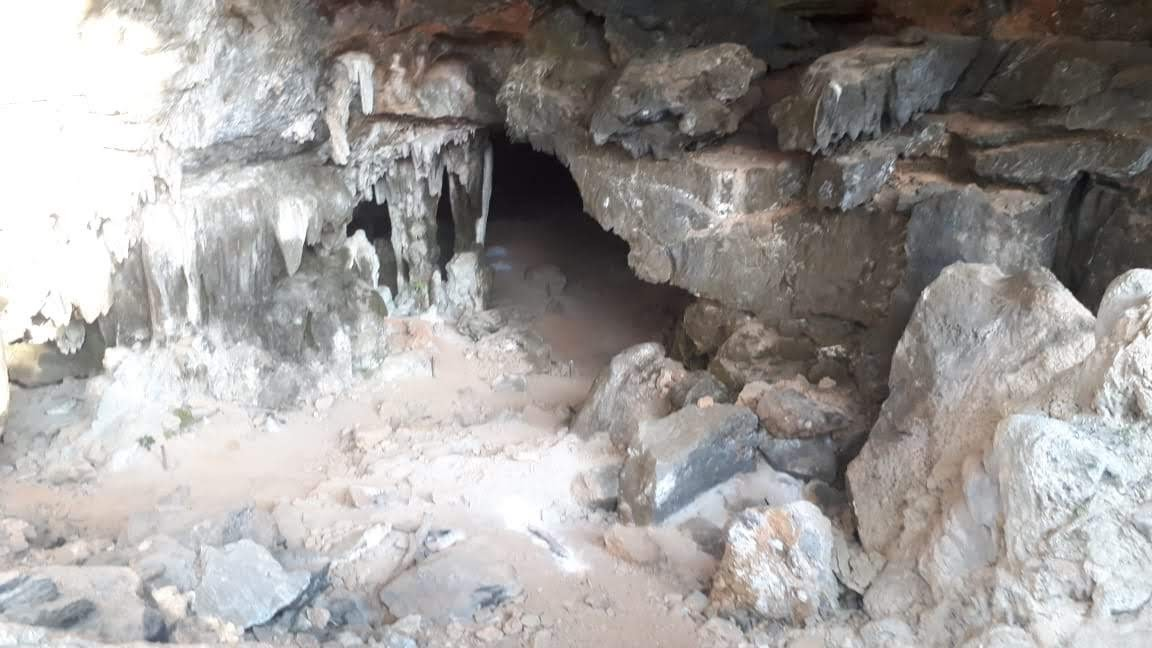
Entrada da cavidade